# Station Warszawa Płudy
Station Warszawa Płudy is een spoorwegstation in het stadsdeel Białołęka in de Poolse hoofdstad Warschau.